# Parafia Wniebowzięcia Najświętszej Maryi Panny w Studzionce
Parafia Wniebowizięcia NMP w Studzionce – rzymskokatolicka parafia w dekanacie pawłowickim archidiecezji katowickiej.

## Historia
Sama miejscowość po raz pierwszy wzmiankowana została w łacińskim dokumencie Liber fundationis episcopatus Vratislaviensis (pol. Księga uposażeń biskupstwa wrocławskiego), spisanej za czasów biskupa Henryka z Wierzbna ok. 1305 w szeregu wsi zobowiązanych do płacenia dziesięciny biskupstwu we Wrocławiu, w postaci item in Stuczonka deberit [debent] esse XL mansi. W okresie lokacyjnym powstała również parafia katolicka, która została po raz pierwszy wzmiankowana w spisie świętopietrza parafii dekanatu Oświęcim diecezji krakowskiej z 1326 pod nazwą Studna i ponownie w 1327. Pod nazwą Studna figuruje również w kolejnych spisach świętopietrza z lat 1346 – 1358. Około 1350 roku powstał dekanat Pszczyna, do której odtąd przynależała Studzionka. Parafia ta pozostawała w diecezji krakowskiej do czasów poreformacyjnych. W listopadzie 1598 wizytacji kościelnej (pierwszej po soborze trydenckim) dekanatu pszczyńskiego dokonał archidiakon krakowski Krzysztof Kazimirski na zlecenie biskupa Jerzego Radziwiłła. Według sporządzonego sprawozdania kościół w Villa Studzienka znajdował się w rękach luterańskich. Biskupstwo krakowskie wizytowało dekanat pszczyński i parafię jeszcze w 1619 a w 1679 parafię wizytowano już z ramienia diecezji wrocławskiej. Wówczas ustanowiony został administrator do chwili wyjaśnienia przynależności diecezjalnej. Ostatecznie do diecezji wrocławskiej Studzionka przynależała według wizytacji biskupiej dekanatu żorskiego w 1687.
W 1629 roku Studzionka wymieniona jest wśród miejscowości, których właściciele 3 sierpnia zostali zobowiązani przez prezydenta Kamery Śląskiej Karola Hanibala von Dohna do przyjęcia duchownych wyznaczonych przez biskupa krakowskiego. Z akt wizytacyjnych z 1697 roku wynika, że w 1479 roku parafia otrzymała nowy kościół drewniany. W latach 1568–1628 kościół znajdował się w rękach protestanckich. Po zwolnieniu w 1628 roku pastora Walentego Königa był zamknięty, lecz w 1648 roku znów otwarty dla nabożeństw protestanckich. W 1654 roku, po usunięciu pastora Daniela Rotariusa w kościele tym przywrócono nabożeństwa katolickie. Pierwszym po kontrreformacji katolickim duszpasterzem był Bartłomiej Franciszek Jagelius, który urzędował od 1662 roku (nominację na administratora otrzymał dopiero 9 czerwca 1670 od wrocławskiego oficjała Brunettiego).
Stara świątynia, ze swoimi charakterystycznymi pięcioma wieżami na dzwonnicy, istniejąca od XV wieku, służyła do celów sakralnych do 9 lipca 1822 roku, kiedy to według przekazu została zniszczona przez pożar w oktawie Bożego Ciała. W 1827 roku proboszcz Zimermann położył kamień węgielny pod budowę nowego, obecnego kościoła.